# سبستان أمريكي
سبستان أمريكي (الاسم العلمي:Cordia americana) هو نوع من النباتات يتبع جنس السبستان من الفصيلة الحمحمية.